# Ylle

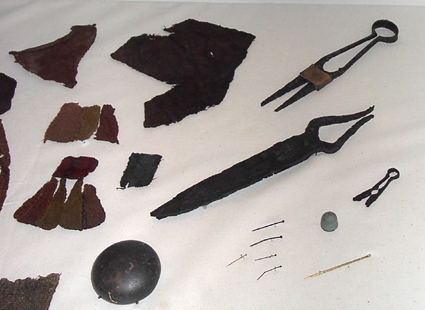
700 år gamla yllefragment och redskap från Lödöse.

Ylle definieras som textilvara med ull som karakteristisk beståndsdel. Den kan dock innehålla andra fibrer.
Termen används som förled och efterled i ull-sammanhang. Ofta används ylle och ull som beteckning på samma material/produkt men ylle är tyget och ullen är råmaterialet.

## Kvaliteter
Ylletyg är vävt av ullgarn, tidigare ansågs att ylletyger skulle innehålla minst 40 % ull, men numera finns ingen kvantitetsmässigt bestämd definition[källa behövs].
- Helylle skall dock innehålla minst 95 % ull.
- Halvylle är en blandning av ull och bomull.
- Ylletyger delas upp i kamgarnstyger och kardgarnstyger.

## Tvättråd
Tvätt av ylleplagg är känslig. Temperaturen får uppgå till högst 30°C; annars krymper plagget och filtar ihop sig. Ibland föreslås handtvätt, men det innebär sina egna risker då det är svårt att kontrollera att temperaturen håller sig under 30°C. För tvättmedel skall det uttryckligen anges att det lämpar sig för ylletvätt vid låg temperatur.
Ylle ska inte torktumlas, utan torkas på en plan yta, gärna på handdukar. 

## Antikt ylle
Lödöse museum norr om Göteborg har en stor samling av fragment med medeltida ylletyger (upp emot 700 år gamla) som visats under 2004. Mest förvånande bland fynden är en väv i krabbasnår som få bedömare trott att man känt till som vävteknik, samt att samlingen innehåller förvånande lite vadmalstyger.